# Nikki Cross
Nicola Glencross, meglio conosciuta con il ring name Nikki Cross (Glasgow, 21 aprile 1989), è una wrestler scozzese sotto contratto con la WWE.
In WWE ha detenuto il titolo di campionessa del Raw Women's Championship nel 2021, del 24/7 Championship nel 2022 (per undici volte, fra cui l'ultima prima che il titolo fosse ritirato) e del Women's Tag Team Championship (per due volte con Alexa Bliss nel 2019 e 2020 e una volta con Rhea Ripley nel 2021); ha inoltre vinto il Money in the Bank femminile nel 2021.

## Carriera

### Circuito indipendente (2008–2016)
Nel settembre 2008, Glencross comincia ad allenarsi presso la Scottish Wrestling Alliance, dove debutta in seguito con il ring name Nikki Storm. Nel febbraio 2010 inizia a lottare in varie federazioni facenti parte del circuito indipendente britannico, facendosi notare in promozioni quali Insane Championship Wrestling e Pro-Wrestling: EVE, dove vince il titolo Pro-Wrestling: EVE Championship per tre volte. Nel 2013 ha effettuato delle tournée in Giappone con la JWP Joshi Puroresu e fa qualche apparizione nella World Wonder Ring Stardom fino alla metà dell'estate 2015. Nell'ottobre 2013 lotta nelle federazioni femminili Shimmer Women Athletes, Shine Wrestling e Women Superstars Uncensored. Sempre come Nikki Storm lavora sporadicamente anche per Global Force Wrestling, Absolute Intense Wrestling, World Wide Wrestling League, Queens of Combat e World Xtreme Wrestling.

### WWE (2016–presente)

#### NXT(2016–2018)
Dopo aver svolto un provino con la WWE a Londra nell'aprile 2016, viene annunciato il suo arrivo presso il Performance Center di Orlando. Fa il suo debutto a NXT il 22 aprile nel corso di un house show. Sotto il nome di Nikki Glencross, compie la sua prima apparizione televisiva il 17 agosto in un episodio di NXT come face, facendo coppia in un six-woman tag team match con Carmella e Liv Morgan, vincendo contro Daria Berenato, Mandy Rose e Alexa Bliss. Nel mese di agosto viene annunciato il suo nuovo ring name, Nikki Cross.
Nella puntata di NXT del 12 ottobre, ha debuttato come membro della stable heel SAnitY, cambiando il suo nome in Nikki Cross. Nella puntata di NXT del 19 ottobre, Nikki sconfigge Danielle Kamela, ma il risultato viene poi invertito poiché la Cross continua ad attaccarla a match concluso. L'11 gennaio 2017, Nikki salva la NXT Women's Champion Asuka da un attacco subito da parte delle Iconic Duo (Billie Kay e Peyton Royce); in seguito attacca la campionessa, guadagnandosi una title shot a NXT TakeOver: San Antonio, in un Fatal 4-Way match che include anche Billie Kay e Peyton Royce. Nella puntata del 19 gennaio, Nikki Cross sconfigge il jobber Kennadi Lewis. Il 28 gennaio, a NXT TakeOver: San Antonio, la campionessa, Asuka, mantiene il titolo. Nella puntata di NXT del 15 marzo, Nikki Cross sconfigge Macey Estrella. Il 1º aprile, all'NXT TakeOver: Orlando, i Sanity sconfissero Roderick Strong, Tye Dillinger, Kassius Ohno e Ruby Riott. Il 3 maggio, Nikki Cross prende parte a una Battle Royal per determinare la prima sfidante all'NXT Women's Championship di Asuka, tuttavia il match termina in no-contest, quando la campionessa attacca lei, Ruby Riott ed Ember Moon, mettendole fuori gioco; tuttavia, il General Manager, William Regal, decide di inserire tutte e tre nel match titolato in programma a NXT TakeOver: Chicago. Il 20 maggio, all'evento, Nikki Cross partecipa a un Triple Threat match che includeva anche Ruby Riott e Asuka per l'NXT Women's Championship, ma il match viene vinto dalla campionessa. Nella puntata di NXT del 14 giugno, Nikki Cross partecipa a un Triple Threat Elimination match che include anche Ruby Riott e Asuka per l'NXT Women's Championship; dopo aver eliminato la Riott, il match finisce in no-contest quando la Cross e Asuka finiscono per attaccarsi anche fuori del ring. Nella puntata di NXT del 28 giugno, Nikki Cross affronta Asuka in un Last Woman Standing match per il titolo, ma viene battuta.
Durante il mese di agosto, i Sanity iniziano una faida con gli Authors of Pain, voltando faccia. L'11 ottobre, Nikki Cross prende parte a un triple threat match per qualificarsi a un match per l'NXT Women's Championship, titolo reso vacante da Asuka, contro Liv Morgan e Peyton Royce, ma il match viene vinto da quest'ultima. Nella puntata di NXT del 25 ottobre, Nikki Cross si aggiudica una 15-woman Battle Royal guadagnando l'accesso al Fatal 4-Way match con in palio il titolo vacante NXT Women's Championship. Il 18 novembre a NXT TakeOver: WarGames, il match è vinto da Ember Moon. Nella puntata di NXT dell'11 gennaio 2018, Nikki Cross si presenta sul ring per confrontarsi con la The Undisputed Era (Adam Cole, Bobby Fish, Kyle O'Reilly e Roderick Strong), per vendicarsi di quanto hanno fatto ai Sanity in precedenza, e viene portata via da una coppia di arbitri. Il 17 aprile è stato mandato in onda un video circa il debutto dei Sanity a SmackDown; tale video, tuttavia, non ha incluso anche Nikki Cross (la quale rimarrà all'NXT), sancendo di fatto la sua uscita dalla stable. Il 16 giugno all'NXT TakeOver: Chicago II affronta senza successo Shayna Baszler per l'NXT Women's Championship. A NXT del 9 gennaio 2019, Nikki Cross viene sconfitta da Bianca Belair nel suo ultimo match all'NXT.

#### Varie faide (2018–2019)
A SmackDown del 6 novembre 2018, Nikki Cross appare nel roster principale insieme ai Sanity per affrontare la WWE SmackDown Women's Champion Becky Lynch in un match non titolato, venendo sconfitta. A Raw del 17 dicembre, viene annunciato che Nikki Cross, insieme ad altri cinque talenti di NXT, faranno il loro debutto nel roster principale nelle prossime settimane.
La Cross ha fatto il suo debutto ufficiale nel roster principale nella puntata di Raw del 14 gennaio 2019 dove, assieme a Bayley e Natalya, ha sconfitto la Riott Squad (Liv Morgan, Ruby Riott e Sarah Logan), stabilendosi come face. Il 27 gennaio, alla Royal Rumble, Nikki Cross entra con il numero 8; dopo 9 minuti viene eliminata da Billie Kay e Peyton Royce. Nella puntata di Raw del 4 febbraio fa coppia con Alicia Fox venendo sconfitte da Bayley e Sasha Banks, fallendo nella possibilità di qualificarsi per l'Elimination Chamber Match per i Women's Tag Team Championship. Il 7 aprile, nel Kick-off di WrestleMania 35, partecipa alla seconda edizione della WrestleMania Women's Battle Royal, ma viene eliminata da Asuka.

#### Alleanza con Alexa Bliss (2019–2020)
Seppur non menzionata nel draft, viene confermato che la Cross è stata spostata a Raw nella puntata di Main Event dell'11 maggio 2019. Dopo alcune settimane di assenza dagli schermi, torna il 13 maggio in un segmento nel backstage con Alexa Bliss; questo segna un cambiamento del suo personaggio, che ora sembra molto più calmo e controllato rispetto a quando era in NXT. Nel segmento, Cross, triste del fatto che nessuno si è accorto del suo passaggio a Raw, sembra legarsi emotivamente alla Bliss, e accetta di sostituirla nel suo prossimo incontro; Cross vince il match, un Fatal 4-way match con Dana Brooke, Naomi e Natalya. In seguito partecipa, senza successo al Money in the Bank ladder match dell'omonimo pay-per-view, sostituendo la Bliss infortunata. Cross, diventata la "migliore amica" della Bliss, iniziando a farle da manager e da Tag Team partner, a partire dal 19 maggio, data in cui lei, la Bliss e Becky Lynch sconfiggono Lacey Evans e The IIconics.
Il 17 giugno, a Raw, Cross e Bliss affrontano le IIconics per il WWE Women's Tag Team Championship, ma vengono sconfitte a causa di una distrazione di Bayley, la quale ha in corso un feud con Bliss per lo SmackDown Women's Championship. Cross, contrariata dalla sconfitta, chiede alla Bliss di poter stare nel suo angolo a Stomping Grounds, quando sfiderà Bayley per il titolo. Alexa Bliss viene sconfitta all'evento; durante il match, Cross, ancora furente nei confronti di Bayley, cerca di attaccarla, e successivamente crede di essere stata lei la causa della sconfitta della Bliss, sentendosi responsabile. Due giorni dopo, appare a SmackDown chiedendo un'altra opportunità al titolo per la sua amica Bliss; poi sconfigge Bayley in un match senza titolo, facendo guadagnare alla Bliss l'opportunità per il titolo a Extreme Rules. Nonostante si unisca ad Alexa Bliss nel suo incontro con Bayley rendendolo di fatto un handicap match, le due vengono sconfitte. Il 5 agosto, a Raw, Bliss e Cross conquistano il WWE Women's Tag Team Championship. Le due difendono le cinture contro le IIconics a SummerSlam, The Kabuki Warriors (Asuka e Kairi Sane) la sera successiva a Raw e Mandy Rose & Sonya Deville a Clash of Champions. Vengono infine sconfitte a Hell in a Cell cedendo i titoli alle Kabuki Warriors, dopo 62 giorni di regno titolato.
Per effetto del draft, il team viene spostato a SmackDown. Il 1º novembre Cross sfida senza successo Bayley per lo SmackDown Women's Championship, perdendo a causa di un'interferenza da parte di Sasha Banks. Una settimana dopo la Cross viene sconfitta per sottomissione dalla Banks. Entra a far parte del Team SmackDown in vista delle Survivor Series, insieme a Banks, Carmella, Lacey Evans e Dana Brooke. All'evento, la Cross è la prima donna a essere eliminata. In seguito, nella puntata di SmackDown successiva alle Survivor Series, la Bliss torna e salva Cross dall'aggressione delle Fire & Desire. A WrestleMania 36 la Cross e la Bliss vinsero il WWE Women's Tag Team Championship per la seconda volta sconfiggendo Kabuki Warriors (Asuka e Kairi Sane). Perdono la cintura, in favore di Bayley e Sasha Banks il 26 maggio a SmackDown. Il 19 luglio a The Horror Show at Extreme Rules, Nikki si scontra con Bayley per lo SmackDown Women's Championship ma viene sconfitta.
Per effetto del draft dell'ottobre 2020, Nikki Cross è spostata al brand Raw.

#### Nikki A.S.H. (2020–2022)
Il 31 gennaio, alla Royal Rumble, partecipò all'omonimo incontro femminile entrando col numero 20 ma venne eliminata da Carmella. In seguito, ottenne diverse vittorie sconfiggendo Charlotte Flair e la Raw Women's Champion Rhea Ripley. Nella puntata di Raw del 21 giugno, adottò la gimmick di una supereroina e divenne Nikki A.S.H. (acronimo di "Almost Super Hero"). Qui debuttò sconfiggendo, assieme ad Alexa Bliss, Nia Jax e Shayna Baszler: entrambe si qualificarono per il Women's Money in the Bank Ladder match. Nikki riuscì poi a vincere il 18 luglio questo incontro sconfiggendo Alexa Bliss, Asuka, Naomi, Natalya, Nia Jax, Tamina e Zelina Vega e conquistando la valigetta. La sera successiva, a Raw, incassò il contratto del Money in the Bank su Charlotte Flair al termine del match, perso per squalifica contro Rhea Ripley, conquistando così il Raw Women's Championship. Il 21 agosto, a SummerSlam, perse il titolo contro Charlotte Flair in un Triple Threat match che comprendeva anche Rhea Ripley.
Nella puntata di Raw del 20 settembre Nikki A.S.H. e Rhea Ripley sconfissero Natalya e Tamina conquistando così il Women's Tag Team Championship. Nella puntata di Raw del 22 novembre Nikki e Rhea persero le cinture di coppia femminili contro Carmella e Queen Zelina dopo 63 giorni di regno. Dopo una serie di sconfitte, Ripley le disse che era arrivato il momento di separarsi e Nikki la attaccò, effettuando un turn heel. Nella puntata di Raw del 2 maggio conquistò il 24/7 Championship schienando Dana Brooke nel backstage, ma poco dopo perse la cintura appena conquistata in un match contro la stessa Dana. Successivamente, riconquistò e perdette altre due volte il 24/7 Championship e si alleò con Doudrop. Le due presero poi parte a un torneo per il vacante Women's Tag Team Championship ma vennero eliminate da Alexa Bliss e Asuka nel primo turno, svoltosi a Raw il 15 agosto. A seguito dell'infortunio delle Toxic Attraction (Gigi Dolin e Jacy Jayne), rimase un posto vacante nel torneo e dunque Nikki e Doudrop vennero ripescate partecipando, nella puntata di SmackDown del 26 agosto, ad un Fatal 4-Way match per un ripescaggio nelle semifinali, il quale comprendeva anche Dana Brooke e Tamina, Natalya e Sonya Deville, Shotzi e Xia Li, ma furono Natalya e Sonya Deville a prevalere. Il 4 settembre, a NXT Worlds Collide, Nikki e Doudrop affrontarono Katana Chance e Kayden Carter per l'NXT Women's Tag Team Championship ma vennero sconfitte.

#### Ritorno come Nikki Cross (2022–presente)
Nella puntata di Raw del 24 ottobre tornò a sorpresa come Nikki Cross interferendo nel match non titolato tra Bayley e la Raw Women's Champion Bianca Belair favorendo la vittoria della prima attaccando la Belair, ma poco dopo attaccò anche Bayley. Nella puntata di Raw del 7 novembre Nikki sconfisse Dana Brooke vincendo per l'undicesima volta il 24/7 Championship ma dopo poco, nel backstage, gettò con disinteresse la cintura in un bidone della spazzatura (il titolo venne poi ritirato definitivamente). Nella puntata di Raw del 6 novembre 2023 partecipò ad una battle royal per determinare la nuova sfidante di Rhea Ripley per il Women's World Championship ma venne eliminata da Nia Jax e Raquel Rodriguez.

#### The Wyatt Sicks (2024–presente)
Dopo settimane di strani comportamenti, il 17 giugno 2024 Cross si introdusse come membro della nuova stable The Wyatt Sicks durante una puntata di Raw, apparendo nelle vesti di Abby the Witch della "Firefly Funhouse" di Bray Wyatt, un personaggio precedentemente parte della storia degli Wyatt.

## Vita privata
Nel 2019 si è sposata con il collega Killian Dain.

## Personaggio

### Mosse finali
- Come Nikki A.S.H.
  - The Cape (Diving crossbody)
  - Swinging neckbreaker
- Come Nikki Cross

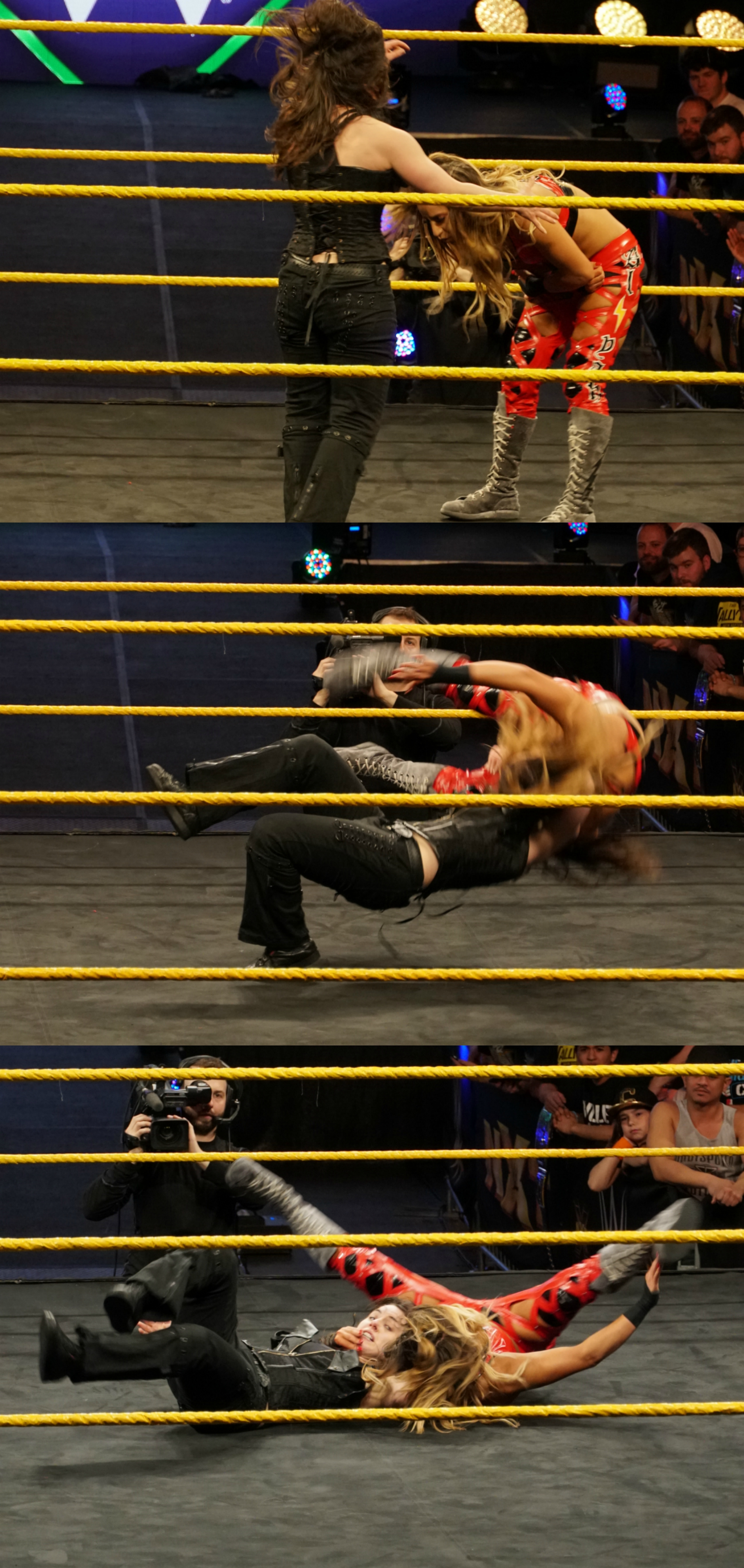
Nikki Cross esegue la Purge su Aliyah

  - The Purge (Swinging fisherman's neckbreaker)
  - The Purge 02 (Swinging neckbreaker)
- Come Nikki Storm
  - Eye of the Storm (Double underhook crossface)[38]
  - Hail Storm (Diving headbutt)[39]
  - Perfect Storm (Samoan driver)[39]

### Soprannomi
- "The Almost a Superhero"
- "The Best in the Galaxy"[1]
- "Ms. Money in the Bank"
- "The Twisted Sister of NXT"
- "The Twisted Sister of SmackDown"
- "The Twisted Sister of Raw"
- "The White Chocolate Cheesecake of Sports Entertainment"

## Titoli e riconoscimenti
- Pro-Wrestling: EVE
  - Pro-Wrestling: EVE Championship (3)
- Pro Wrestling Illustrated
  - 18ª tra le 100 migliori wrestler femminili nella PWI Women's 100 (2019)[40]
- World Wide Wrestling League
  - W3L Women's Championship (1)
- WWE
  - WWE 24/7 Championship (11)
  - WWE Women's Tag Team Championship (3) – con Alexa Bliss (2) e Rhea Ripley (1)
  - WWE Raw Women's Championship (1)
  - Women's Money in the Bank (edizione 2021)